# The Telltale Moozadell
"The Telltale Moozadell" er den 35. episode i serien The Sopranos (den niende i showets tredje sæson). Det blev skrevet af Michael Imperioli, instrueret af Dan Attias og blev oprindelig sendt den 22. april 2001.
| Fjernsyn | Spire Denne artikel om et tv-program er en spire som bør udbygges. Du er velkommen til at hjælpe Wikipedia ved at udvide den. |